# Isojärvi nationalpark
Isojärvi nationalpark (fi.  Isojärven kansallispuisto) är en nationalpark i mellersta Finland, i närheten av Kuhmois. Det är ett vildmarksområde med omväxlande sjö- och skogslandskap på 22 kvadratkilometer, som inrättades 1982.
Nationalparken har namn efter sjön i området, Isojärvi. Isojärvi är finska och betyder ”storsjön”. Till reservatet hör också drygt tjugo av Isojärvis öar.

## Kulturhistoria
Inom nationalparken finns flera byggnader av kulturhistoriskt intresse.

### Heretty skogsarbetarförläggning
På 1940- och 1950-talen byggdes timmerstugor som bas för avverkningarna. Som mest inkvarterades ett fyrtiotal arbetare.  Alla byggnader finns kvar och fungerar numera som museum och bas för guidning i nationalparken. Bland byggnaderna kan nämnas Heretty, som var hästkarlarnas stuga, och Lortikka, som inkvarterade skogshuggare.

### Huhtala torp
I nationalparkens nordvästra del finns Huhtala torp. Nuvarande byggnad uppfördes på 1850-talet och bodarna är från 1700-talets slut.

### Luutsaari fiskepörte
På Luutsaaris södra spets finns ett pörte byggt 1833. Det var tidigare bas för områdets höstfiske.